# لین دان
لین دان (متولد ۱۴ اکتبر سال ۱۹۸۳ در فوجیان) یک بازیکن چپ دست حرفه‌ای و خوش استایل بدمینتون از چین است. او صاحب ۲ مدال طلای المپیک است. او توسط برخی به عنوان بهترین بدمینتون‌باز انفرادی تاریخ شناخته می‌شود. تا سن ۲۸ سالگی او سوپر گرند اسلم را با پیروزی در تمام ۹ رقابت مهم بدمینتون جهان بدست آورد تا اولین کسی در تاریخ باشد که چنین کاری کرده‌است.